# Saint-Priest-Taurion
Saint-Priest-Taurion település Franciaországban, Haute-Vienne megyében. Lakosainak száma 2896 fő (2022. január 1.). Saint-Priest-Taurion Le Châtenet-en-Dognon, Ambazac, Le Palais-sur-Vienne, Rilhac-Rancon, Royères, Saint-Just-le-Martel és Saint-Martin-Terressus községekkel határos.

## Népesség
A település népessége az elmúlt években az alábbi módon változott:
| Lakosok száma | 2853 | 2870 | 2909 | 2881 | 2886 | 2888 | 2895 | 2889 | 2896 |
|               | 2013 | 2015 | 2016 | 2017 | 2018 | 2019 | 2020 | 2021 | 2022 |